# Adam Raciborski
Pour les articles homonymes, voir Raciborski.
Adam Raciborski, né le 24 décembre 1809 à Radom et mort le 14 février 1871 dans le 10e arrondissement de Paris, est un médecin polonais.

## Biographie
Il étudie la médecine à Varsovie. 
En 1831, il participe au soulèvement de novembre 1830 en exerçant la fonction de médecin du 4e régiment de l'armée polonaise. 
Après l'échec du soulèvement, il s'exile en France, à Besançon, où il acquiert une grande réputation. 
En 1834, il est diplômé de la faculté de médecine de Paris, il est supérieur à la clinique de l'hôpital de la Charité de Paris, puis chef de clinique à la faculté en 1858. 
Il publie beaucoup d’articles scientifiques, notamment l'article « Histoire du progrès diagnostique et thérapeutique dans la pneumonie et pleurésie depuis Hippocrate jusqu’à Laennec » qui a été traduit en plusieurs langues. 
Il a fait connaître les véritables causes du phénomène de la menstruation. En 1842 il fait une communication à l'Académie des sciences dans laquelle il  démontre qu'à  chaque menstruation, un follicule vient former saillie à la surface de l'ovaire ; là, il subit une rupture et se vide de son contenu. Il a étudié et suivi la menstruation dans les différentes phases de son évolution chez la femme, depuis la puberté jusqu'à la ménopause.
Il est également connu comme pionnier de l’auscultation et de la percussion médicale. 
Il est domicilié Rue de Varenne avec son épouse Emma Albert. Il est mort à l'âge de 61 ans.

## Publications
- Traité de la menstruation, ses rapports avec l'ovulation, la fécondation, l'hygiène de la puberté et de l'âge critique, Paris, 1868,  J.-B. Baillière et fils, 631 p. lire en ligne sur Gallica
- De la puberté et de l'âge critique chez les femmes, 1844.
- Précis pratique et raisonné du diagnostic, 1837.
- Nouveau manuel complet d’auscultation et de percussion, 1835.
- Du rôle de la menstruation dans la pathologie et la thérapeutique, Paris, 1856, J.-B. Baillière et fils, 153 p. lire en ligne sur Gallica
- Essai sur le danger de la constipation et les tumeurs storcorales, 1834.